# Скоулз, Пол
Пол Э́рон Ско́улз (англ. Paul Aaron Scholes; род. 16 ноября 1974, Солфорд, Большой Манчестер, Англия, Великобритания) — английский футболист, футбольный тренер и телевизионный комментатор.
На протяжении всей своей карьеры игрока выступал за английский клуб «Манчестер Юнайтед», в составе которого провёл 718 официальных матчей и выиграл 25 трофеев, включая 11 чемпионских титулов Премьер-лиги (больше, чем любой другой английский футболист). Мастер дальних ударов, обладал тонким видением поля и выдающейся техникой коротких и длинных передач. Многими признавался лучшим центральным полузащитником последних 20 лет.
Скоулз в течение семи лет выступал за сборную Англии. Он участвовал в четырёх больших соревнованиях — чемпионатах мира 1998 и 2002 и чемпионатах Европы 2000 и 2004. После Евро-2004 Скоулз объявил о завершении своей карьеры в сборной, мотивировав это желанием сосредоточиться на клубной карьере, а кроме того, больше времени проводить с семьёй.
31 мая 2011 года принял решение о завершении футбольной карьеры. Однако, 8 января 2012 года было объявлено, что Пол Скоулз возвращается в «Манчестер Юнайтед» в качестве игрока до завершения сезона 2011/12. Впоследствии продлил своё пребывание в клубе на сезон 2012/13. В мае 2013 года вновь объявил о завершении карьеры по окончании сезона.
После завершения карьеры игрока стал комментатором на телевидении, а также совладельцем футбольного клуба «Солфорд Сити».

## Клубная карьера

### Ранние годы
У Скоулза бронхиальная астма, болезнь Осгуда-Шлаттера и проблемы со зрением, обострившиеся на поздней стадии карьеры.
Скоулз начал тренироваться с «Манчестер Юнайтед» в 14 лет. В команду его привел помощник Алекса Фергюсона Брайан Кидд. В 1991 году Скоулз подписал первый серьёзный контракт с клубом. Вопреки распространённому мнению, он не был членом молодёжной команды, выигравшей в 1992 году Молодёжный кубок Англии. В следующем сезоне он дошёл со своей командой до финала.
Профессиональная карьера Скоулза в «Манчестер Юнайтед» началась 23 июля 1993 года, однако на поле он впервые вышел только в сезоне 1994/95. Играл в основном составе из-за дисквалификации Эрика Кантона и травмы Марка Хьюза. Его дебют состоялся 21 сентября 1994 года в матче Кубка Лиги против «Порт Вейл». Скоулз забил дважды, обеспечив победу со счётом 3:2. Он отметился дублем и в своей первой игре в Премьер-лиге 24 сентября 1994 года, но это не помешало «Ипсвич Таун» выиграть матч, забив три мяча. Всего в том сезоне Скоулз провёл 25 матчей и забил 7 голов.
В следующем сезоне Скоулз стал постоянным игроком основного состава и выиграл свои первые трофеи с клубом — медаль чемпиона Англии и обладателя кубка страны, поскольку манкунианцы обыграли в финале «Ливерпуль» и сделали исторический дубль.
В сезоне 1998/99 Скоулз сыграл одну из ключевых ролей в обеспечении троекратного триумфа «Манчестер Юнайтед», одержав со своим клубом победы в Премьер-лиге, Кубке Англии и Лиге чемпионов. Он забил один из двух голов в ворота «Ньюкасла» в финале розыгрыша Кубка Англии. 17 марта 1999 года в ответном матче против «Интера» (четвертьфинал Лиги чемпионов) на «Сан-Сиро» он стал первым с 1984 года игроком «Манчестер Юнайтед», которому удалось поразить ворота итальянцев на их поле. Матч в итоге закончился со счётом 1:1. Поскольку «красные дьяволы» уже имели победу в Манчестере со счётом 2:0, ничья в Милане позволила им продвинуться дальше. Однако в ответном полуфинальном матче с «Ювентусом» 21 апреля 1999 года Скоулз получил свою третью жёлтую карточку в сезоне и поэтому был вынужден пропустить победный финал Лиги чемпионов против мюнхенской «Баварии».

### Пик карьеры
После триумфа 1999 года Скоулз получил признание в клубе и в сборной, став отныне одним из ключевых игроков «Манчестер Юнайтед». Долгое время его партнёром на поле был Рой Кин, который помогал Скоулзу из глубины, в то время как сам Пол играл на позиции центрального атакующего полузащитника. С уходом Кина Скоулз стал действовать в полузащите более свободно, но всё же продолжал уделять больше внимания атаке, чем защите. Одной из отличительных черт его игры стала мастерская раздача пасов. Типичная атака «Юнайтед» того времени включала получение Скоулзом мяча от опорного полузащитника (Роя Кина, Майкла Каррика) и выдача точного паса на один из флангов (Гари Невиллу, Дэвиду Бекхэму, Райану Гиггзу или Криштиану Роналду). Умение Скоулза забивать голы также неоднократно привлекало внимание болельщиков и прессы. В сезоне 2002/03 он установил личный рекорд, забив 20 голов в 52 играх, включая хет-трик в выездном матче против «Ньюкасла» 12 апреля 2003 года, и два гола в ворота «Эвертона» 7 октября 2002 года, один из которых был забит великолепным дальним ударом с 23 метров (подобные удары со временем стали визитной карточкой Пола). В последующие годы его голевые показатели существенно снизились, но всё же не потеряли прежнего значения. 7 мячей, забитых Скоулзом в сезоне 2006/07, стали одной из весомых составляющих успеха «Манчестер Юнайтед» в Премьер-лиге.
В течение десяти лет игры в основном составе «Манчестер Юнайтед», с 1993 по 2003 год, Пол Скоулз собрал внушительную коллекцию трофеев, включая семь титулов чемпиона Премьер-лиги, два Кубка Англии, Кубок европейских чемпионов и др.

### Поздний период
Завершение игры Скоулза в сборной помогло его команде восстановить былую форму в 2005 году. Однако он был вынужден почти полностью пропустить вторую половину сезона из-за проблем со зрением. Лечение заняло много времени (в течение которого продолжение его карьеры находилось под вопросом), но он всё же смог выйти на поле 7 мая 2006 года в финальной игре сезона против «Чарльтона». Сообщается, что его зрение так и не восстановилось полностью.

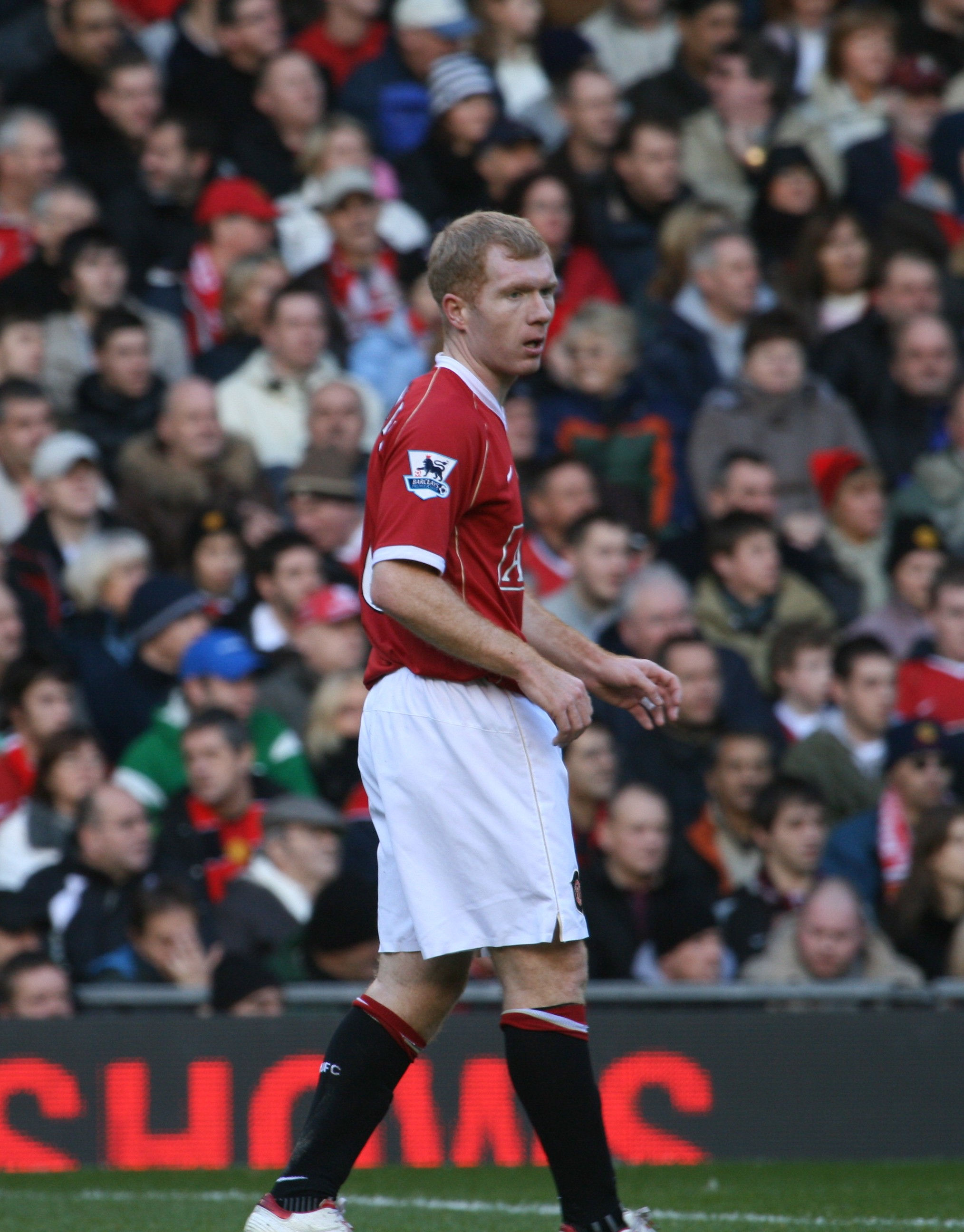
Пол Скоулз в 2006 году

22 октября 2006 года Пол Скоулз стал девятым игроком «Манчестер Юнайтед» в истории, достигшим отметки в 500 официальных матчей за клуб. Его 500-й игрой стала домашняя победа в рамках Премьер-лиги над «Ливерпулем» со счётом 2:0. Скоулз стал автором одного из голов, его признали лучшим игроком матча.
На протяжении сезона Скоулз поддерживал хорошую форму, помогая своей команде идти вперёд. Он пропустил три матча подряд, после того, как был удалён с поля 3 марта 2007 года в выездной игре с «Ливерпулем». Его вынужденное отсутствие главный тренер «Манчестер Юнайтед» сэр Алекс Фергюсон назвал «досадной неприятностью». Скоулз вернулся на поле 31 марта в домашнем матче против «Блэкберна». После того, как «Блэкберн» неожиданно вышел вперёд, Скоулзу с помощью индивидуальных действий удалось сравнять счёт, а в дальнейшем «Манчестер Юнайтед» закатили в ворота соперника ещё три мяча. Свою вторую красную карточку в сезоне Скоулз увидел всего через три дня, 4 апреля, в выездном матче Лиги чемпионов против «Ромы». Из-за этого он не принял участия в ответом поединке в Манчестере, который завершился разгромом римлян со счётом 7:1. 24 апреля он сыграл одну из ключевых ролей в волевой победе над «Миланом». Шестикратный обладатель Кубка европейских чемпионов выигрывал по ходу матча 2:1, когда Скоулз великолепным ударом перебросил мяч через всю оборону итальянцев, оставив ни с чем Паоло Мальдини и Алессандро Несту. Этот пас адресовался Уэйну Руни, который немедленно сравнял счёт. «Манчестер Юнайтед» сумел выиграть матч со счётом 3:2, однако затем команда, ослабленная многочисленными травмами среди защитников, проиграла ответную встречу на «Сан-Сиро» и покинула Лигу чемпионов на стадии полуфинала. Впрочем, английская Премьер-лига осталась за «Манчестер Юнайтед».
15 августа 2007 года Скоулз забил первый гол своей команды в новом сезоне в выездной игре против «Портсмута». Этот гол имел особое значение, так как «Манчестер Юнайтед» плохо начал сезон, сыграв вничью в первых двух играх Премьер-лиги и проиграв третью.
В октябре 2007 года обследование показало наличие у Скоулза повреждения связок колена. Он получил травму на тренировке, за день до игры с киевским «Динамо» в рамках группового этапа Лиги чемпионов. Восстановление заняло более трёх месяцев. 27 января 2008 года Скоулз вышел на замену в победном матче 4-го раунда розыгрыша Кубка Англии против «Тоттенхэма». В дальнейшем он продолжал набирать форму, проведя отличные игры с «Ливерпулем» (его признали лучшим игроком матча) и «Астон Виллой».
23 апреля 2008 года Пол Скоулз сыграл свой сотый матч в Лиге чемпионов. Этим матчем стала безголевая ничья на «Ноу Камп» с «Барселоной». В ответном матче в Манчестер]е 29 апреля Скоулз забил один из важнейших голов в своей карьере. Защитник «Барселоны» Джанлука Дзамбротта, пытаясь остановить Криштиану Роналду, вынес мяч прямо в ноги Полу, который своим мощным фирменным ударом отправил его с 25 метров в сетку ворот Виктора Вальдеса. Этот гол стал единственным в матче и, таким образом, он гарантировал выход «Манчестер Юнайтед» в финал Лиги чемпионов — впервые за восемь лет.
21 мая 2008 года Скоулз вышел в стартовом составе в финальном матче Лиги чемпионов (проводившемся в Москве) против лондонского «Челси». В первом тайме во время жёсткого столкновения с Клодом Макелеле он получил травму носа, однако, несмотря на это, доиграл до 87-й минуты, уступив затем место на поле Райану Гиггзу. Основное и дополнительное время матча закончилось со счётом 1:1, однако «Манчестер Юнайтед» одержал победу над лондонцами в серии послематчевых пенальти.
Сезон 2008/09 сложился для Скоулза не слишком удачно, он дважды получал удаления в матчах за игру рукой. В первый раз это случилось 29 августа 2008 года в матче за Суперкубок УЕФА против российского «Зенита». При счёте 1:2 в пользу петербуржцев Скоулз рукой забил гол, за что получил вторую жёлтую карточку. 21 марта 2009 года, когда «Манчестер Юнайтед» играл выездной матч Премьер-лиги с «Фулхэмом», полузащитник также был удалён с поля за то, что выбил мяч с линии собственных ворот рукой.
6 марта 2010 года в игре против «Вулверхэмптон Уондерерс» (1:0) забил свой 100-й гол в Премьер-лиге.
31 мая 2011 года, через 3 дня после проигранного финала Лиги чемпионов объявил о завершении карьеры футболиста.

### Возвращение в «Манчестер Юнайтед»
8 января 2012 года было объявлено, что Пол Скоулз возвращается в «Манчестер Юнайтед» в качестве игрока до завершения сезона 2011/12. В тот же день Скоулз вышел на поле в матче 3-го раунда Кубка Англии против «Манчестер Сити», заменив Нани на 59-й минуте встречи. Матч завершился со счётом 3:2 в пользу «Юнайтед». 14 января, в домашнем матче Премьер-лиги против «Болтона», Скоулз забил гол, положив начало победы «Юнайтед» со счётом 3:0. 26 февраля забил свой второй гол после возвращения, тем самым открыв счет в матче с «Норвичем». Забил также в матче с «Куинз Парк Рейнджерс» в 32-м туре. 7 марта 2012 года появилась информация, что Алекс Фергюсон не собирается отпускать полузащитника на покой, и тот готов продлить контракт до конца сезона 2012/2013.
В сезоне 2012/13 Скоулз стал 11-кратным чемпионом Англии. 12 мая объявил о завершении карьеры после окончания сезона:

«Да, наконец-то я повесил бутсы на гвоздь навсегда. Играть в футбол — это всё, чего я хотел, и такая долгая и успешная карьера в „МЮ“ под руководством лучшего тренера всех времён — это большая честь. Команда на правильном пути и будет процветать под руководством Дэвида Мойеса». 

## Карьера в сборной
Пол Скоулз дебютировал за сборную Англии 24 мая 1997 года в товарищеском матче против сборной ЮАР. Дебют прошёл удачно, и его включили в команду, отправлявшуюся на чемпионат мира 1998 года. Англия попала в достаточно слабую группу — её соперниками стали Колумбия, Румыния и Тунис. Пол Скоулз забил великолепный гол 15 июня 1998 года в матче против Туниса, обеспечив победу своей команде со счётом 2:0. Приняв пас от Пола Инса за пределами штрафной противника, Скоулз прокатил мяч чуть вправо и нанёс мощнейший удар точно в правый верхний угол ворот тунисцев.
Карьера Скоулза продолжилась после того, как Англия досрочно покинула чемпионат мира, проиграв в серии пенальти Аргентине. Скоулз забил хет-трик 27 марта 1999 года в матче отборочного цикла чемпионата Европы 2000 года против сборной Польши, а 13 ноября два его гола в ворота сборной Шотландии обеспечили Англии место в финальной части турнира. 5 июня 1999 года Пол Скоулз установил своеобразный анти-рекорд, став первым и пока единственным игроком сборной Англии в истории, удалённым в матче на родной земле. Это случилось в игре против Швеции.
Вслед за чемпионатом Европы Скоулз принял участие в чемпионате мира 2002 года, дойдя со своей командой до 1/4 финала и проиграв будущим чемпионам, сборной Бразилии. После этого его карьера стала клониться к закату, поскольку тренер англичан Свен-Ёран Эрикссон всё чаще предпочитал видеть в средней линии своей команды Стивена Джеррарда и Фрэнка Лэмпарда. В августе 2004 года, после чемпионата Европы 2004 года, Пол Скоулз объявил о своём окончательном уходе из сборной. Его уговаривали остаться, как сам Эрикссон, так и новый тренер англичан Стив Макларен, но Пол был непоколебим.

### Матчи Скоулза за сборную Англии
| Матчи и голы Скоулза за сборную Англии | Матчи и голы Скоулза за сборную Англии | Матчи и голы Скоулза за сборную Англии | Матчи и голы Скоулза за сборную Англии | Матчи и голы Скоулза за сборную Англии | Матчи и голы Скоулза за сборную Англии |
| -------------------------------------- | -------------------------------------- | -------------------------------------- | -------------------------------------- | -------------------------------------- | -------------------------------------- |
| №                                      | Дата                                   | Соперник                               | Счёт                                   | Голы Скоулза                           | Соревнование                           |
| 1                                      | 24 мая 1997                            | ЮАР                                    | 2:1                                    | —                                      | Товарищеский матч                      |
| 2                                      | 4 июня 1997                            | Италия                                 | 2:0                                    | 1                                      | Турнир Франции                         |
| 3                                      | 10 июня 1997                           | Бразилия                               | 0:1                                    | —                                      | Турнир Франции                         |
| 4                                      | 10 сентября 1997                       | Молдавия                               | 4:0                                    | 1                                      | Отборочные матчи ЧМ-1998               |
| 5                                      | 15 ноября 1997                         | Камерун                                | 2:0                                    | 1                                      | Товарищеский матч                      |
| 6                                      | 22 апреля 1998                         | Португалия                             | 3:0                                    | —                                      | Товарищеский матч                      |
| 7                                      | 23 мая 1998                            | Саудовская Аравия                      | 0:0                                    | —                                      | Товарищеский матч                      |
| 8                                      | 15 июня 1998                           | Тунис                                  | 2:0                                    | 1                                      | Финальные матчи ЧМ-1998                |
| 9                                      | 22 июня 1998                           | Румыния                                | 1:2                                    | —                                      | Финальные матчи ЧМ-1998                |
| 10                                     | 26 июня 1998                           | Колумбия                               | 2:0                                    | —                                      | Финальные матчи ЧМ-1998                |
| 11                                     | 30 июня 1998                           | Аргентина                              | 2:2                                    | —                                      | Финальные матчи ЧМ-1998                |
| 12                                     | 5 сентября 1998                        | Швеция                                 | 1:2                                    | —                                      | Отборочные матчи ЧЕ-2000               |
| 13                                     | 10 октября 1998                        | Болгария                               | 0:0                                    | —                                      | Отборочные матчи ЧЕ-2000               |
| 14                                     | 14 октября 1998                        | Люксембург                             | 3:0                                    | —                                      | Отборочные матчи ЧЕ-2000               |
| 15                                     | 1 февраля 1999                         | Франция                                | 0:2                                    | —                                      | Товарищеский матч                      |
| 16                                     | 27 марта 1999                          | Польша                                 | 3:1                                    | 3                                      | Отборочные матчи ЧЕ-2000               |
| 17                                     | 5 июня 1999                            | Швеция                                 | 0:0                                    | —                                      | Отборочные матчи ЧЕ-2000               |
| 18                                     | 8 сентября 1999                        | Польша                                 | 0:0                                    | —                                      | Отборочные матчи ЧЕ-2000               |
| 19                                     | 13 ноября 1999                         | Шотландия                              | 2:0                                    | 2                                      | Отборочные матчи ЧЕ-2000               |
| 20                                     | 17 ноября 1999                         | Шотландия                              | 0:1                                    | —                                      | Отборочные матчи ЧЕ-2000               |
| 21                                     | 23 февраля 2000                        | Аргентина                              | 0:0                                    | —                                      | Товарищеский матч                      |
| 22                                     | 27 мая 2000                            | Бразилия                               | 1:1                                    | —                                      | Товарищеский матч                      |
| 23                                     | 31 мая 2000                            | Украина                                | 2:0                                    | —                                      | Товарищеский матч                      |
| 24                                     | 3 июня 2000                            | Мальта                                 | 2:1                                    | —                                      | Товарищеский матч                      |
| 25                                     | 12 июня 2000                           | Португалия                             | 2:3                                    | 1                                      | Финальные матчи ЧЕ-2000                |
| 26                                     | 17 июня 2000                           | Германия                               | 1:0                                    | —                                      | Финальные матчи ЧЕ-2000                |
| 27                                     | 20 июня 2000                           | Румыния                                | 2:3                                    | —                                      | Финальные матчи ЧЕ-2000                |
| 28                                     | 2 сентября 2000                        | Франция                                | 1:1                                    | —                                      | Товарищеский матч                      |
| 29                                     | 7 октября 2000                         | Германия                               | 0:1                                    | —                                      | Отборочные матчи ЧМ-2002               |
| 30                                     | 11 октября 2000                        | Финляндия                              | 0:0                                    | —                                      | Отборочные матчи ЧМ-2002               |
| 31                                     | 28 февраля 2001                        | Испания                                | 3:0                                    | —                                      | Товарищеский матч                      |
| 32                                     | 24 марта 2001                          | Финляндия                              | 2:1                                    | —                                      | Отборочные матчи ЧМ-2002               |
| 33                                     | 28 марта 2001                          | Албания                                | 3:1                                    | 1                                      | Отборочные матчи ЧМ-2002               |
| 34                                     | 25 мая 2001                            | Мексика                                | 4:0                                    | 1                                      | Товарищеский матч                      |
| 35                                     | 6 июня 2001                            | Греция                                 | 2:0                                    | 1                                      | Отборочные матчи ЧМ-2002               |
| 36                                     | 15 августа 2001                        | Нидерланды                             | 0:2                                    | —                                      | Товарищеский матч                      |
| 37                                     | 1 сентября 2001                        | Германия                               | 5:1                                    | —                                      | Отборочные матчи ЧМ-2002               |
| 38                                     | 5 сентября 2001                        | Албания                                | 2:0                                    | —                                      | Отборочные матчи ЧМ-2002               |
| 39                                     | 6 октября 2001                         | Греция                                 | 2:2                                    | —                                      | Отборочные матчи ЧМ-2002               |
| 40                                     | 10 ноября 2001                         | Швеция                                 | 1:1                                    | —                                      | Товарищеский матч                      |
| 41                                     | 13 февраля 2002                        | Нидерланды                             | 1:1                                    | —                                      | Товарищеский матч                      |
| 42                                     | 17 апреля 2002                         | Парагвай                               | 4:0                                    | —                                      | Товарищеский матч                      |
| 43                                     | 21 мая 2002                            | Республика Корея                       | 1:1                                    | —                                      | Товарищеский матч                      |
| 44                                     | 26 мая 2002                            | Камерун                                | 2:2                                    | —                                      | Товарищеский матч                      |
| 45                                     | 2 июня 2002                            | Швеция                                 | 1:1                                    | —                                      | Финальные матчи ЧМ-2002                |
| 46                                     | 7 июня 2002                            | Аргентина                              | 1:0                                    | —                                      | Финальные матчи ЧМ-2002                |
| 47'                                    | 12 июня 2002                           | Нигерия                                | 0:0                                    | —                                      | Финальные матчи ЧМ-2002                |
| 48                                     | 15 июня 2002                           | Дания                                  | 3:0                                    | —                                      | Финальные матчи ЧМ-2002                |
| 49                                     | 21 июня 2002                           | Бразилия                               | 1:2                                    | —                                      | Финальные матчи ЧМ-2002                |
| 50                                     | 12 октября 2002                        | Словакия                               | 2:1                                    | —                                      | Отборочные матчи ЧЕ-2004               |
| 51                                     | 16 октября 2002                        | Македония                              | 2:2                                    | —                                      | Отборочные матчи ЧЕ-2004               |
| 52                                     | 12 февраля 2003                        | Австралия                              | 1:3                                    | —                                      | Товарищеский матч                      |
| 53                                     | 29 марта 2003                          | Лихтенштейн                            | 2:0                                    | —                                      | Отборочные матчи ЧЕ-2004               |
| 54                                     | 2 апреля 2003                          | Турция                                 | 2:0                                    | —                                      | Отборочные матчи ЧЕ-2004               |
| 55                                     | 22 мая 2003                            | ЮАР                                    | 2:1                                    | —                                      | Товарищеский матч                      |
| 56                                     | 3 июня 2003                            | Сербия и Черногория                    | 2:1                                    | —                                      | Товарищеский матч                      |
| 57                                     | 11 июня 2003                           | Словакия                               | 2:1                                    | —                                      | Отборочные матчи ЧЕ-2004               |
| 58                                     | 20 августа 2003                        | Хорватия                               | 3:1                                    | —                                      | Товарищеский матч                      |
| 59                                     | 11 октября 2003                        | Турция                                 | 0:0                                    | —                                      | Отборочные матчи ЧЕ-2004               |
| 60                                     | 18 февраля 2004                        | Португалия                             | 1:1                                    | —                                      | Товарищеский матч                      |
| 61                                     | 1 июня 2004                            | Япония                                 | 1:1                                    | —                                      | Летний турнир Англии                   |
| 62                                     | 5 июня 2004                            | Исландия                               | 6:1                                    | —                                      | Летний турнир Англии                   |
| 63                                     | 13 июня 2004                           | Франция                                | 1:2                                    | —                                      | Финальные матчи ЧЕ-2004                |
| 64                                     | 17 июня 2004                           | Швейцария                              | 3:0                                    | —                                      | Финальные матчи ЧЕ-2004                |
| 65                                     | 21 июня 2004                           | Хорватия                               | 4:2                                    | 1                                      | Финальные матчи ЧЕ-2004                |
| 66                                     | 24 июня 2004                           | Португалия                             | 2:2                                    | —                                      | Финальные матчи ЧЕ-2004                |

Итого: 66 матчей / 14 голов; 33 победы, 21 ничья, 12 поражений.

## Тренерская карьера
11 февраля 2019 года Скоулз был назначен главным тренером клуба «Олдем Атлетик» из Лиги 2, четвёртого по значимости дивизиона в системе футбольных лиг Англии. 14 марта покинул клуб.
12 октября 2020 года, после отставки шотландца Грэма Александера, был назначен исполняющим обязанности главного тренера клуба Лиги 2 «Солфорд Сити», совладельцем которого является.

## Достижения

### Командные достижения
«Манчестер Юнайтед»
- Чемпион английской Премьер-лиги (11): 1995/96, 1996/97, 1998/99, 1999/2000, 2000/01, 2002/03, 2006/07, 2007/08, 2008/09, 2010/11, 2012/13
- Обладатель Кубка Англии (3): 1995/96, 1998/99, 2003/04
- Обладатель Кубка Футбольной лиги (2): 2008/09, 2009/10
- Обладатель Суперкубка Англии (5): 1996, 1997, 2003, 2008, 2010
- Победитель Лиги чемпионов (2): 1998/99, 2007/08
- Обладатель Межконтинентального кубка: 1999
- Победитель Клубного чемпионата мира: 2008

Итого: 25 трофеев

### Личные достижения
- Игрок месяца английской Премьер-лиги (4): январь 2003, декабрь 2003, октябрь 2006, август 2010
- Награда Джимми Мерфи лучшему молодому игроку года в «Манчестер Юнайтед»: 1993
- Член «команды года» в английской Премьер-лиге (2): 2002/03, 2006/07
- Член команды десятилетия (1992—2002) английской Премьер-лиги
- Член команды двадцатилетия (1992—2012) английской Премьер-лиги
- Обладатель награды АФЖ за заслуги перед футболом: 2012
- Гол месяца в Премьер-лиге (2): апрель 2000, декабрь 2006
- Входит в список 50 лучших футболистов Лиги чемпионов УЕФА за последние 20 лет: 2011[30]
- Введён в Зал славы английского футбола: 2008
- Введён в Зал славы английской Премьер-лиги: 2022

## Статистика выступлений

### Клубная карьера
| Клуб              | Сезон            | Лига | Лига | Кубок Англии | Кубок Англии | Кубок лиги | Кубок лиги | Еврокубки | Еврокубки | Прочие | Прочие | Итого | Итого |
| Клуб              | Сезон            | Игры | Голы | Игры         | Голы         | Игры       | Голы       | Игры      | Голы      | Игры   | Голы   | Игры  | Голы  |
| ----------------- | ---------------- | ---- | ---- | ------------ | ------------ | ---------- | ---------- | --------- | --------- | ------ | ------ | ----- | ----- |
| Манчестер Юнайтед | 1994/95          | 17   | 5    | 3            | 0            | 3          | 2          | 2         | 0         | 0      | 0      | 25    | 7     |
| Манчестер Юнайтед | 1995/96          | 26   | 10   | 2            | 1            | 1          | 2          | 2         | 1         | 0      | 0      | 31    | 14    |
| Манчестер Юнайтед | 1996/97          | 24   | 3    | 2            | 2            | 2          | 1          | 4         | 0         | 1      | 0      | 33    | 6     |
| Манчестер Юнайтед | 1997/98          | 31   | 8    | 2            | 0            | 1          | 0          | 7         | 2         | 1      | 0      | 42    | 10    |
| Манчестер Юнайтед | 1998/99          | 31   | 6    | 6            | 1            | 1          | 0          | 12        | 4         | 1      | 0      | 51    | 11    |
| Манчестер Юнайтед | 1999/00          | 31   | 9    | 0            | 0            | 0          | 0          | 11        | 3         | 3      | 0      | 45    | 12    |
| Манчестер Юнайтед | 2000/01          | 32   | 6    | 0            | 0            | 0          | 0          | 12        | 6         | 1      | 0      | 45    | 12    |
| Манчестер Юнайтед | 2001/02          | 35   | 8    | 2            | 0            | 0          | 0          | 13        | 1         | 1      | 0      | 51    | 9     |
| Манчестер Юнайтед | 2002/03          | 33   | 14   | 3            | 1            | 6          | 3          | 10        | 2         | 0      | 0      | 52    | 20    |
| Манчестер Юнайтед | 2003/04          | 28   | 9    | 6            | 4            | 0          | 0          | 5         | 1         | 1      | 0      | 40    | 14    |
| Манчестер Юнайтед | 2004/05          | 33   | 9    | 6            | 3            | 2          | 0          | 7         | 0         | 1      | 0      | 49    | 12    |
| Манчестер Юнайтед | 2005/06          | 20   | 2    | 0            | 0            | 0          | 0          | 7         | 1         | 0      | 0      | 27    | 3     |
| Манчестер Юнайтед | 2006/07          | 30   | 6    | 4            | 0            | 0          | 0          | 11        | 1         | 0      | 0      | 45    | 7     |
| Манчестер Юнайтед | 2007/08          | 24   | 1    | 3            | 0            | 0          | 0          | 7         | 1         | 0      | 0      | 34    | 2     |
| Манчестер Юнайтед | 2008/09          | 21   | 2    | 2            | 1            | 3          | 0          | 6         | 0         | 3      | 0      | 35    | 3     |
| Манчестер Юнайтед | 2009/10          | 28   | 3    | 0            | 0            | 2          | 1          | 7         | 3         | 1      | 0      | 38    | 7     |
| Манчестер Юнайтед | 2010/11          | 22   | 1    | 3            | 0            | 0          | 0          | 7         | 0         | 1      | 0      | 33    | 1     |
| Манчестер Юнайтед | 2011/12          | 17   | 4    | 2            | 0            | 0          | 0          | 2         | 0         | 0      | 0      | 21    | 4     |
| Манчестер Юнайтед | 2012/13          | 16   | 1    | 3            | 0            | 0          | 0          | 2         | 0         | 0      | 0      | 21    | 1     |
| Всего за карьеру  | Всего за карьеру | 499  | 107  | 49           | 13           | 21         | 9          | 134       | 26        | 15     | 0      | 718   | 155   |

### Выступления за сборную
| Сборная          | Год              | Отборочные матчи ЧМ | Отборочные матчи ЧМ | Финальные матчи ЧМ | Финальные матчи ЧМ | Отборочные матчи ЧЕ | Отборочные матчи ЧЕ | Финальные матчи ЧЕ | Финальные матчи ЧЕ | Товарищеские матчи | Товарищеские матчи | Итого | Итого |
| Сборная          | Год              | Игры                | Голы                | Игры               | Голы               | Игры                | Голы                | Игры               | Голы               | Игры               | Голы               | Игры  | Голы  |
| ---------------- | ---------------- | ------------------- | ------------------- | ------------------ | ------------------ | ------------------- | ------------------- | ------------------ | ------------------ | ------------------ | ------------------ | ----- | ----- |
| Англия           | 1997             | 1                   | 1                   | -                  | -                  | -                   | -                   | -                  | -                  | 4                  | 2                  | 5     | 3     |
| Англия           | 1998             | -                   | -                   | 4                  | 1                  | 3                   | 0                   | -                  | -                  | 2                  | 0                  | 9     | 1     |
| Англия           | 1999             | -                   | -                   | -                  | -                  | 5                   | 5                   | -                  | -                  | 1                  | 0                  | 6     | 5     |
| Англия           | 2000             | 2                   | 0                   | -                  | -                  | -                   | -                   | 3                  | 1                  | 5                  | 0                  | 10    | 1     |
| Англия           | 2001             | 6                   | 2                   | -                  | -                  | -                   | -                   | -                  | -                  | 4                  | 1                  | 10    | 3     |
| Англия           | 2002             | -                   | -                   | 5                  | 0                  | 2                   | 0                   | -                  | -                  | 4                  | 0                  | 11    | 0     |
| Англия           | 2003             | -                   | -                   | -                  | -                  | 4                   | 0                   | -                  | -                  | 4                  | 0                  | 8     | 0     |
| Англия           | 2004             | 0                   | 0                   | -                  | -                  | -                   | -                   | 4                  | 1                  | 3                  | 0                  | 7     | 1     |
| Всего за карьеру | Всего за карьеру | 9                   | 3                   | 9                  | 1                  | 14                  | 5                   | 7                  | 2                  | 27                 | 3                  | 66    | 14    |

## Тренерская статистика
| Клуб          | Начало работы   | Завершение работы | Показатели | Показатели | Показатели | Показатели | Показатели | Показатели | Показатели | Показатели |
| Клуб          | Начало работы   | Завершение работы | И          | В          | Н          | П          | МЗ         | МП         | РМ         | % побед    |
| ------------- | --------------- | ----------------- | ---------- | ---------- | ---------- | ---------- | ---------- | ---------- | ---------- | ---------- |
| Олдем Атлетик | 11 февраля 2019 | 14 марта 2019     | 7          | 1          | 3          | 3          | 9          | 11         | −2         | 14,29      |
| Итого         | Итого           | Итого             | 7          | 1          | 3          | 3          | 9          | 11         | −2         | 14,29      |

## Личная жизнь
Пол Скоулз живёт в Олдеме со своей семьёй: женой Клэр и тремя детьми: Аароном, Алисией и Эйден.
Многие отмечали в характере Скоулза необычайную скромность и высокую преданность игре. В течение футбольной карьеры у него не было личного агента, как у большинства футболистов, и все переговоры он вёл сам. Скоулз редко даёт интервью и почти не подписывает рекламных контрактов.